# EUC Nordvest
EUC Nordvest (tidligere Nordvestjysk Uddannelsescenter (NVU) og Nordvestjysk Handelsgymnasium (NVH)) er en uddannelsesinstitution med placering i Thisted og Nykøbing Mors. 

## Uddannelser
På EUC Nordvest kan man få en uddannelse i mange fag. Man kan se en liste over uddannelsesmulighederne på EUCs hjemmeside Arkiveret 17. december 2020 hos  Wayback Machine.

## Fusion
Den 18. april 2006 udgav Nordvestjysk Uddannelsescenter og Nordvestjysk Handelsgymnasium en pressemeddelelse om at de to skoler ville fusionere. Skolernes nye navn blev så til EUC Nordvest.

## Eksterne links
- EUC Nordvest Arkiveret 17. december 2020 hos  Wayback Machine